# Luís de Pina
Luís José de Pina Guimarães ou Luís de Pina GOC (Lisboa, 24 de Agosto de 1901 - 1972) foi um médico, professor universitário e político português.

## Biografia
Luís José de Pina Guimarães nasceu na cidade de Lisboa a 24 de Agosto de 1901.
Concluiu na Faculdade de Medicina da Universidade de Coimbra os estudos preparatórios médicos vindo a licenciar-se (1927) e depois a doutorar-se (1930) na Faculdade de Medicina da Universidade do Porto.
Nesta faculdade ocupou o lugar de assistente de Anatomia (1927), professor auxiliar de Medicina Legal, História da Medicina e Deontologia Criminal (1931) e de professor catedrático de História da Medicina e Deontologia Profissional (1944).
Para além da docência foi Procurador-vogal do Centro de Estudos Demográficos do Instituto Nacional de Estatística, vogal da Junta das Missões Geográficas e de Investigações Coloniais, vogal da Comissão Nacional de História das Ciências, Vice-presidente do Conselho Regional da Ordem dos Médicos (1942-1944), Provedor da Santa Casa da Misericórdia do Porto (1953-1955), diretor do Instituto de Criminologia do Porto e foi também o primeiro diretor da Faculdade de Letras da Universidade do Porto (1961-1966).
Foi um dos organizadores das comemorações do 6.º Centenário da Morte do Infante D. Henrique, no Porto.
Foi o fundador e diretor do "Museu de História da Medicina Maximiano Lemos" (1933) e que se encontra na Faculdade de Medicina da Universidade do Porto.
Luís de Pina agraciado, em 18 de Outubro de 1971, com a Medalha de Honra da Cidade do Porto, e foi nomeado, em 29 de Março de 1947, Grande-Oficial da Ordem Militar de Cristo.
Foi também nomeado Grande-Oficial da Ordem do Infante D. Henrique, da Ordem Equestre do Santo Sepulcro de Jerusalém, Oficial da Ordem do Mérito da República Italiana e ainda Oficial da Ordem Científica de Carlos Finlay.[carece de fontes?]
Desempenhou alguns cargos políticos destacando-se os cargos de Vogal da Comissão Consultiva da União Nacional, de deputado pelo Porto (1938-1945), de vogal da Comissão Administrativa da Câmara Municipal do Porto (1935-1937), de Presidente da Câmara Municipal do Porto (de 8 de Março de 1945 a 8 de Novembro de 1949) e de Procurador à Câmara Corporativa (de 1942 a 1949 e 1953 a 1957) nas Legislaturas III, IV e VI.
Colaborou nas revistas Prisma  (1936-1941) e na 3ª série da revista Germen  (1935-1938).

## Obras
São da sua autoria as seguintes obras:
- Instituições de bemfazer e actividades culturais
- A medicina portuense no século XV (1960).